# Scott Russell (motociclista)
Raymond Scott Russell, conegut com a Scott Russell   (East Point, 28 d'octubre de 1964), és un antic pilot de motociclisme nord-americà que va destacar en competicions de Superbike durant la dècada del 1990, al llarg de la qual en va guanyar un campionat del Món (1993) i un campionat AMA (1992). Conegut com a Mr. Daytona pel fet d'haver guanyat la prestigiosa Daytona 200 un rècord de cinc vegades, va guanyar també les 8 Hores de Suzuka en una ocasió (1993) i és el líder de tots els temps en victòries al campionat AMA de Supersport en la cilindrada de 750cc. El 2005, Russell va ser incorporat al Saló de la Fama de la Motocicleta de l'AMA.

## Carrera esportiva

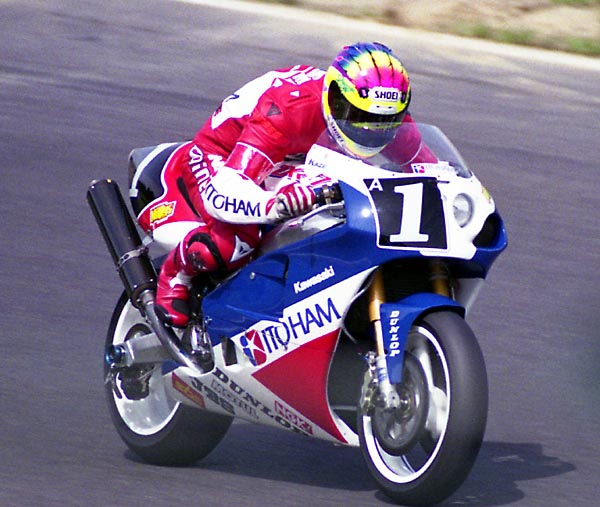
Russell amb la Kawasaki a les 8 hores de Suzuka de 1993

De nen, Russell va començar a competir en motocròs i més tard va passar a córrer en curses de velocitat de la WERA (Western Eastern Roadracing Association), abans de canviar a les de l'AMA el 1987. El 1988 va ser subcampió AMA de Supersport a la classe de 750 cc i també va obtenir alguns èxits en la de 600 cc i en Superbike. El 1989 va ser subcampió AMA de Superbike i tot seguit va guanyar el títol de Supersport de 750 cc tres anys seguits (1990-1992), amb la fita inclosa de guanyar totes les curses del campionat el 1991.
El 1992, Russell va guanyar el campionat AMA de Superbike. Després d'haver aconseguit un grapat de podis al mundial de Superbike, se'n va proclamar campió el 1993 amb l'equip Muzzy Kawasaki i en va ser subcampió el 1994. A la Daytona 200 de 1995 va caure a la segona volta, però va tornar a pujar a la moto i va guanyar la cursa per davant de Carl Fogarty.
Russell va abandonar el mundial de Superbike després d'un mal començament de temporada el 1995 i va substituir el retirat Kevin Schwantz a l'equip de fàbrica de Suzuki en el mundial de motociclisme de 500cc. Va continuar amb Suzuki el 1996 i va acabar el campionat en sisè lloc final.
Russell va tornar al mundial de Superbike amb Yamaha el 1997, acabant sisè a la general després d'haver assolit una pole position i dos podis. El 1998 va quedar desè a la general, però poques vegades va poder córrer a les primeres posicions. Aquella temporada seva és més recordada per la ronda de Laguna Seca, en què va fer una sortida antireglamentària i va ignorar el requeriment d'entrar a box per la penalització corresponent, per acabar caient i gairebé arrossegar amb ell el seu company d'equip Noriyuki Haga.
Els dos anys següents (1999-2000), Russell va competir sense èxit amb motos Harley-Davidson al campionat AMA de Superbike. El 2001 va ser el seu darrer any al campionat i es va estroncar tot just a la primera cursa del calendari, la Daytona 200, després d'haver entrat a l'equip HMC Ducati. La marca italiana tenia moltes esperances posades en "Mr. Daytona" per tal d'aconseguir la seva primera victòria a la cursa. A la sortida, però, la moto de Russell es va aturar i va ser envestida per darrere després d'haver intentat allunyar-se de la trajectòria dels altres pilots anant cap al costat de la pista. Russell va patir ferides greus que van acabar amb la seva carrera de pilot de motociclisme.

### Retirada
Russell va tornar al circuit de Daytona el 2008 amb una Yamaha R1 preparada per Jamie James. El maig del  2009 va començar a exercir d'analista principal de curses de motociclisme per al Speed Channel en substitució de Freddie Spencer.
El 2008, Russell va fer el canvi professional a les quatre rodes, competint a la Grand American Road Racing Association, tant a la Rolex Sports Car Series com a la Koni Challenge. A la temporada del 2010 en va guanyar la ronda 11 a Montreal amb Paul Edwards de copilot.
El 2014, Russell va fer una xerrada a la Universitat Yale juntament amb Ken Hill, Nick Ienatsch i Jamie Bestwick sobre les curses de motociclisme i l'èxit. Des del 2016, Russell fa de monitor a la Yamaha Champions Riding School i a Rickdiculous Racing.

## Resultats al Mundial de Superbike
(Ids. Rondes | Llegenda) (Curses en negreta indiquen pole; curses en  itàlica indiquen volta ràpida)
| Any  | Moto     | 1       | 1      | 2       | 2      | 3       | 3       | 4       | 4       | 5      | 5       | 6      | 6     | 7      | 7     | 8      | 8       | 9     | 9       | 10      | 10     | 11     | 11      | 12    | 12     | 13      | 13    | Pos. | Pts   |
| Any  | Moto     | C1      | C2     | C1      | C2     | C1      | C2      | C1      | C2      | C1     | C2      | C1     | C2    | C1     | C2    | C1     | C2      | C1    | C2      | C1      | C2     | C1     | C2      | C1    | C2     | C1      | C2    | Pos. | Pts   |
| ---- | -------- | ------- | ------ | ------- | ------ | ------- | ------- | ------- | ------- | ------ | ------- | ------ | ----- | ------ | ----- | ------ | ------- | ----- | ------- | ------- | ------ | ------ | ------- | ----- | ------ | ------- | ----- | ---- | ----- |
| 1989 | Suzuki   | GBR     | GBR    | HUN     | HUN    | CAN     | CAN     | USA 15  | USA 17  | AUT    | AUT     | FRA    | FRA   | JPN    | JPN   | GER    | GER     | ITA   | ITA     | AUS     | AUS    | NZL    | NZL     |       |        |         |       | 80è  | 1     |
| 1990 | Kawasaki | SPA     | SPA    | GBR     | GBR    | HUN     | HUN     | GER     | GER     | CAN    | CAN     | USA 10 | USA 7 | AUT    | AUT   | JPN    | JPN     | FRA   | FRA     | ITA     | ITA    | MAL    | MAL     | AUS   | AUS    | NZL     | NZL   | 35è  | 15    |
| 1991 | Kawasaki | GBR     | GBR    | SPA     | SPA    | CAN     | CAN     | USA 2   | USA 2   | AUT    | AUT     | SMR    | SMR   | SWE    | SWE   | JPN 8  | JPN 5   | MAL   | MAL     | GER     | GER    | FRA    | FRA     | ITA   | ITA    | AUS     | AUS   | 17è  | 53    |
| 1992 | Kawasaki | SPA Ret | SPA 7  | GBR 3   | GBR 3  | GER 4   | GER 7   | BEL 3   | BEL 9   | SPA    | SPA     | AUT    | AUT   | ITA    | ITA   | MAL    | MAL     | JPN   | JPN     | NED     | NED    | ITA    | ITA     | AUS   | AUS    | NZL     | NZL   | 11è  | 83    |
| 1993 | Kawasaki | IRL 2   | IRL 2  | GER 6   | GER 1  | SPA 27  | SPA 2   | SMR 4   | SMR 2   | AUT 3  | AUT 7   | CZE 2  | CZE 1 | SWE 4  | SWE 2 | MAL 2  | MAL 2   | JPN 8 | JPN 1   | NED 2   | NED 2  | ITA 2  | ITA 5   | GBR 1 | GBR 1  | POR Ret | POR 2 | 1r   | 378,5 |
| 1994 | Kawasaki | GBR 4   | GBR 1  | GER 1   | GER 1  | ITA 1   | ITA 2   | SPA Ret | SPA Ret | AUT 14 | AUT 12  | INA 3  | INA 3 | JPN 1  | JPN 1 | NED 6  | NED 9   | SMR 1 | SMR Ret | EUR 1   | EUR 1  | AUS 2  | AUS 17  |       |        |         |       | 2n   | 280   |
| 1995 | Kawasaki | GER 8   | GER 10 | SMR 14  | SMR 8  | GBR 6   | GBR Ret | ITA     | ITA     | SPA    | SPA     | AUT    | AUT   | USA    | USA   | EUR    | EUR     | JPN   | JPN     | NED     | NED    | INA    | INA     | AUS   | AUS    |         |       | 18è  | 34    |
| 1997 | Yamaha   | AUS 7   | AUS 6  | SMR Ret | SMR 6  | GBR 6   | GBR 7   | GER 3   | GER 4   | ITA 5  | ITA 8   | USA 6  | USA 4 | EUR 2  | EUR 5 | AUT 7  | AUT 4   | NED 6 | NED 8   | SPA Ret | SPA 5  | JPN 12 | JPN Ret | INA 6 | INA 5  |         |       | 6è   | 226   |
| 1998 | Yamaha   | AUS 10  | AUS 8  | GBR 13  | GBR 11 | ITA Ret | ITA Ret | SPA 6   | SPA 9   | GER 11 | GER Ret | SMR 8  | SMR 6 | RSA 10 | RSA 9 | USA 15 | USA Ret | EUR 3 | EUR 8   | AUT 12  | AUT 11 | NED 9  | NED Ret | JPN 5 | JPN 12 |         |       | 10è  | 130,5 |